# François Joseph Didier Liedot
François Joseph Didier Liedot (Metz, 4 febbraio 1773 – Mosca, 1812) è stato un militare e ingegnere francese.

## Biografia

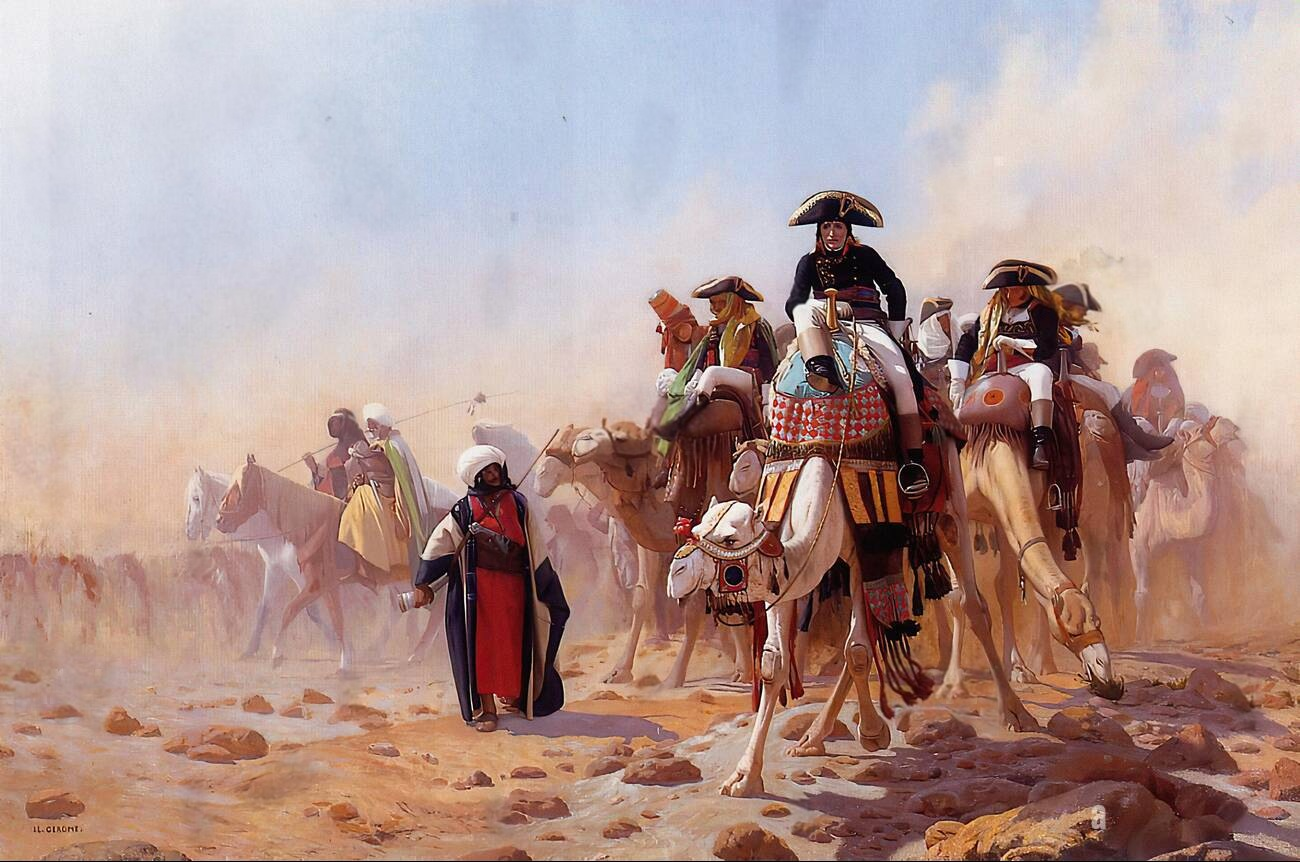
Napoleone e i suoi generali in Egitto, Jean-Léon Gérome

François Joseph Didier Liedot nacque a Metz il 4 febbraio 1773. Giovane abbandonò il seminario di Sainte Anne per arruolarsi nell'arma del genio come tenente.
Si distinse nei combattimenti con l'armata del Reno, nella campagna d'Egitto del 1798 ove per merito fu nominato capitano. Dopo l'assedio di San Giovanni d'Acri del marzo-maggio 1799, Napoleone, visto che il Liedot si era comportato egregiamente, lo nominò personalmente capo di battaglione: aveva appena 22 anni d'età.
Rientrato in Francia, fu nominato colonnello e incaricato della ristrutturazione della Rocca d'Anfo (Rocha Anfouse in francese). Terminato brillantemente l'incarico, si occuperà anche della fortificazione di Alessandria guadagnandosi la riconoscenza della popolazione locale poiché rispettò durante l'esecuzione dei lavori le proprietà private. 

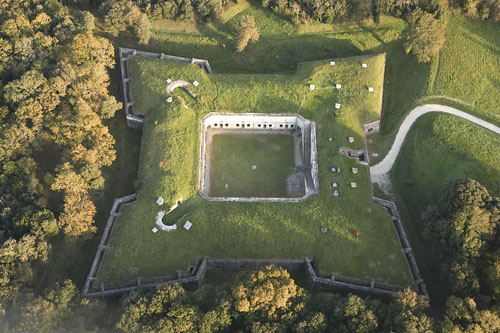
Forte Liédot a Île-d'Aix

Vista la professionalità dell'ufficiale, Napoleone lo nominò, nel 1812, capo di stato maggiore presso il quartier generale di Mosca durante la campagna di Russia.
Durante un'esplorazione, il colonnello Liedot cadde in un'imboscata di un reparto di cosacchi e fu ferito gravemente da un colpo di fucile in pieni petto. Nonostante le cure, dopo una notte di patimenti, morì il giorno successivo.
Nel 1812 il Fort de la Sommité, una fortificazione situata a Île-d'Aix nel dipartimento della Charente Marittima fu intitolato Fort Liédot, ultimo omaggio al grande ingegnere militare.